# Nowa Wieś Głubczycka
Nowa Wieś Głubczycka (niem. Neudorf)– wieś w Polsce położona w województwie opolskim, w powiecie głubczyckim, w gminie Głubczyce.
W latach 1954–1955 we wsi działała antykomunistyczna organizacja młodzieżowa Walczące Młode Orły. W latach 1975–1998 miejscowość administracyjnie należała do ówczesnego województwa opolskiego. Miejscowość uzyskała tytuł Najpiękniejszej Wsi Opolskiej w konkursie Piękna Wieś Opolska 2007.
Leży na terenie Nadleśnictwa Prudnik (obręb Prudnik).

## Zabytki
Do wojewódzkiego rejestru zabytków wpisany jest kościół pw. Wszystkich Świętych, wzniesiony w 1781 r. na fundamentach dawnego dworu, w 1872 r. podwyższony, otrzymał wówczas łupkowy dach i wieżę z piorunochronem. Obecnie jest kościołem filialnym parafii Podwyższenia Krzyża Świętego w Bogdanowicach. 
Inne zabytki:
- zagroda nr 59, z poł. XIX w.:
  - dom
  - spichlerz
  - ogrodzenie z bramą i furtą.